# Biofármaco
Un producto biofarmacéutico o biofármaco, también conocido como fármaco de origen biológico, es cualquier producto farmacéutico fabricado, extraído sintéticamente o semisintéticamente a partir de fuentes biológicas. Los biofarmacéuticos incluyen vacunas, sangre, componentes sanguíneos, alérgenos, células somáticas, terapias génicas, tejidos, proteínas terapéuticas recombinantes y células vivas, utilizadas en la terapia celular. Los productos biológicos están compuestos de azúcares, proteínas, ácidos nucleicos o combinaciones complejas de estas sustancias. También pueden ser células o tejidos vivos. Estos productos o sus derivados son aislados de organismos vivos, como por ejemplo humanos, animales, vegetales, hongos o microbios.
La terminología utilizada para los productos biofarmacéuticos puede cambiar dependiendo de los grupos y entidades, es decir que distintos términos hacen referencia a diferentes subconjuntos de productos terapéuticos dentro de la biofarmacéutica. Algunas dependencias reguladoras utilizan el término "medicamento biológico" o "producto terapéutico biológico" para referirse a productos macromoleculares diseñados como fármacos a base de proteínas y ácidos nucleicos, diferenciándolos de otros productos como sangre, componentes sanguíneos o vacunas, que por lo general se extraen directamente de una fuente biológica. Los fármacos especializados, poseen una reciente clasificación de productos farmacéuticos, estos son medicamentos de alto costo que a menudo son biofarmacéuticos, La Agencia Europea de Medicamentos (EMA) utiliza el término “medicamentos de terapia avanzada” (ATMP por sus siglas en inglés) para aquellos medicamentos usados en humanos y que están “basados en genes, células o ingeniería de tejidos” Incluidos los medicamentos de terapia génica, terapia de células somáticas, ingeniería de tejidos y combinaciones de los mismos. Dentro de los contextos de la EMA, el término "terapias avanzadas" se refiere específicamente a los ATMP, a pesar de que el término es bastante inespecífico fuera de los contextos farmacéuticos.
Los productos basados en genes o fuentes biológicas, por ejemplo, están a la vanguardia de la investigación biomédica y pueden usarse para tratar una amplia gama de afecciones médicas para las que no hay tratamientos disponibles.
En algunas jurisdicciones, los productos biofarmacéuticos están regulados mediante diversas variantes de las leyes categorizándolos como fármacos con moléculas pequeñas o dispositivos médicos.
El término biofarmacología es comúnmente usado para describir la rama de la farmacología que estudia los biofarmacéuticos.

## Clasificación principal

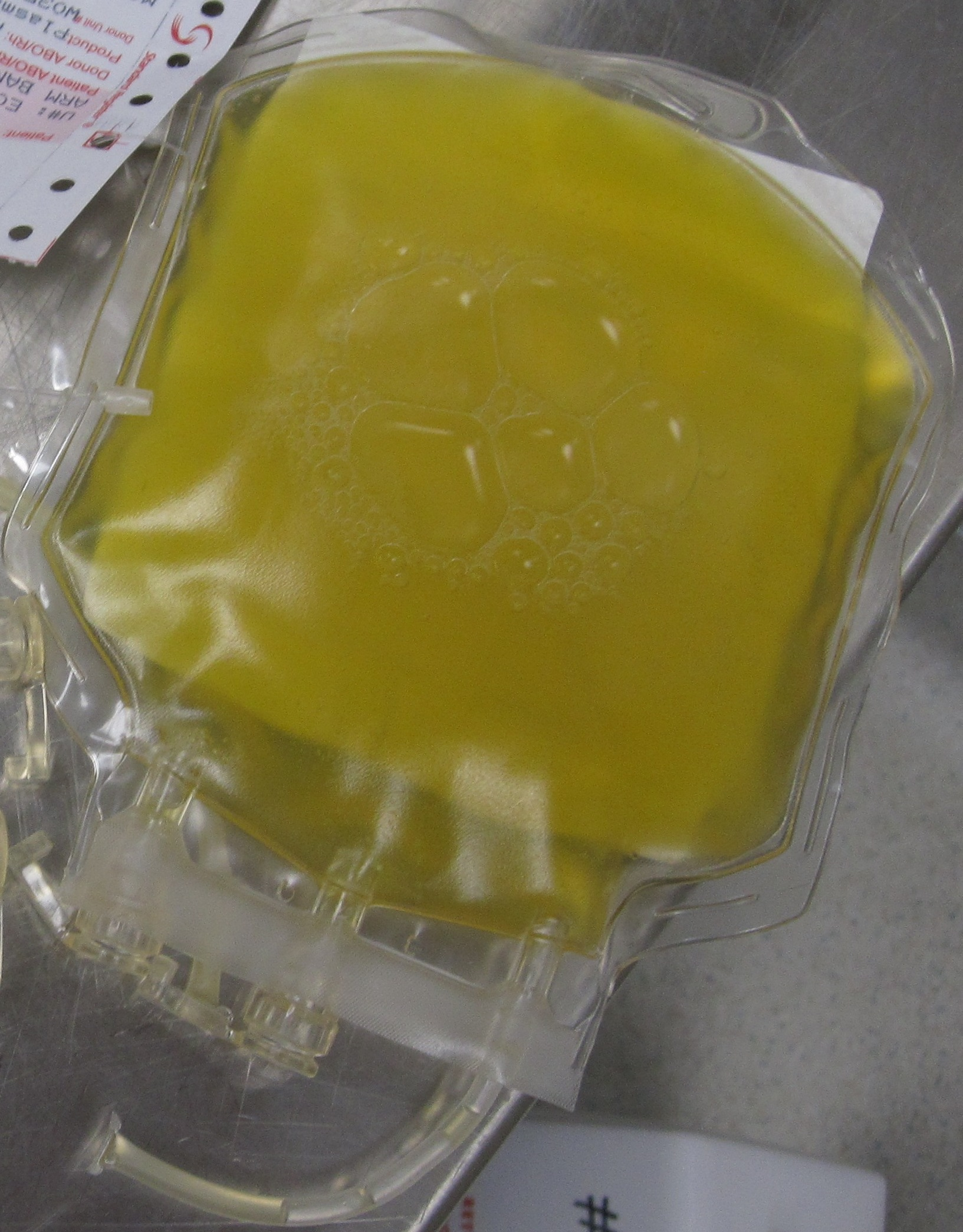
El plasma de sangre es un biofarmacéutico que es extraído directamente de organismos vivos.

### Extractos de organismos vivos
Algunos de los productos biológicos más antiguos son extraídos de animales y en especial de otros seres humanos. Los productos más relevantes e importantes incluyen:
- Sangre pura y otros componentes de la misma.
- Trasplantes de tejidos y órganos
- Terapia con células madre
- Anticuerpos para inmunización pasiva (por ejemplo, para tratar una infección por virus)
- Leche materna humana
- Microbiota fecal
- Células reproductivas humanas

Anteriormente los productos de origen biológico se extraían de animales, como por ejemplo, la insulina, la cual actualmente es producida mediante técnicas de ADN recombinante.

### Producidos por ADN recombinante
El término “biológicos” puede usarse para referirse a una amplia gama de productos de origen biológico en la medicina moderna. Sin embargo este término se usa de forma más restrictiva para una clase de medicamento con propósitos terapéuticos (aprobados o en desarrollo) que se producen mediante procedimientos biológicos que implican el uso de la técnica de ADN recombinante, estos medicamentos pueden ser de 3 tipos:
1. Son sustancias casi idénticas a las proteínas de señalización presentes en el cuerpo. Algunos ejemplos de estos son: la proteína estimulante de la producción de sangre eritropoyetina, o la hormona estimulante del crecimiento, o la insulina biosintética y sus análogos.
2. Anticuerpos monoclonales. Estos son similares a los anticuerpos que existen en el sistema inmune humano, usados para combatir bacterias y virus, pero estos anticuerpos monoclonales están “diseñados” (usando tecnología de hibridoma u otros métodos) por lo tanto se pueden diseñar específicamente para contrarrestar o bloquear cualquier sustancia determinada en el cuerpo, o también son usados para apuntar cualquier tipo de célula específica; como por ejemplo, los anticuerpos monoclonales se usan en diversas enfermedades que se muestran en la siguiente tabla.
3. Construcción de receptores (proteínas de fusión), que son basados en un receptor de origen natural unido a un marco de inmunoglobulina. En este caso, el receptor proporciona la construcción específica detallada, y el marco de inmunoglobulina imparte estabilidad y otras características. Algunos ejemplos de estos receptores también se presentan en la tabla siguiente.

Los biofarmacéuticos considerados como una clase de medicamentos han tenido un gran impacto en muchos campos médicos, principalmente en la aplicación a reumatología  y oncología, pero también pueden tener aplicación en cardiología, dermatología, gastroenterología, neurología, etc. En la mayoría de estas disciplinas, los productos biológicos han contribuido con importantes opciones terapéuticas para el tratamiento de muchos padecimientos, incluidas algunas para las cuales no existe una terapia efectiva que esté disponible, y otras donde las terapias existentes son inadecuadas para el paciente, sin embargo, la llegada de la terapia biológica ha ocasionado problemas regulatorios y preocupaciones farmacoeconómicas significativas. Esto es producto del elevado costo de las terapia biológicas, comparado con tratamientos convencionales (fármacos). El factor económico ha sido altamente relevante ya que muchos biofármacos se usan para el tratamiento de enfermedades crónicas, como la artritis reumatoide o la enfermedad del intestino inflamado, o para el tratamiento de cáncer que de otra manera no sería tratable. El costo de tratamientos de origen biológico como anticuerpos monoclonales oscila entre  7,000-14,000 dólares aproximadamente por paciente al año.
La mayoría de los pacientes que reciben terapia biológica para enfermedades como la artritis reumatoide, la artritis psoriásica o la espondilitis anquilosante tiene un mayor riesgo de infección potencialmente mortal, problemas cardiovasculares adversos y malignidad
La primera sustancia de origen biológico que fue aprobada para uso terapéutico fue la insulina “humana” biosintética, producida mediante DNA recombinante, también conocida como rHI (Regular Human Insulin, por sus siglas en inglés) fue comercializada bajo el nombre de Humulin, por la compañía estadounidense Genentech, pero con una licencia para Eli Lilly and Company, quien la fabricó y comercializó a partir de 1982.
Los principales tipos de productos biofarmacéuticos incluyen:
- Factores sanguíneos (Factor VIII y Factor IX)
- Agentes trombolíticos (activador del plasminógeno tisular)
- Hormonas (insulina, glucagón, hormona del crecimiento, gonadotropinas)
- Factores de crecimiento hematopoyético (eritropoyetina, factores estimulantes de colonias)
- Interferones (Interferones-α, -β, -γ)
- Productos basados en interleucina (Interleucina-2)
- Vacunas (antígeno de superficie de la Hepatitis B)
- Anticuerpos monoclonales (Varios)
- Productos adicionales (factor de necrosis tumoral, enzimas terapéuticas)

La inversión en investigación y desarrollo en nuevos medicamentos por parte de la industria biofarmacéutica ascendió a $ 65.200 millones en 2008.

### Vacunas
La gran mayoría de las vacunas son crecidas en cultivos de tejidos.

### Terapia génica
La terapia génica viral implica la manipulación artificial de un virus para incluir un factor deseable dentro del material genético.

## Biosimilares
Con el vencimiento de numerosas patentes de productos biológicos de gran impacto entre 2012 y 2019, el interés en la producción de medicamentos biosimilares o biocomparables, es decir productos biológicos equivalentes, ha aumentado. En comparación con las moléculas que contienen principios activos químicamente, los biofármacos son más complejos ya que contienen una gran variedad de subespecies. Debido a su heterogeneidad y su alta sensibilidad del proceso, los iniciadores y los biosimilares de seguimiento muestran una variabilidad debido a que hay un cambio a lo largo del tiempo, sin embargo la seguridad y el rendimiento clínico de los biofármacos, tanto originales como biosimilares, deben de permanecer equivalente a lo largo del ciclo de vida del producto. Las variantes del proceso son monitoreadas por herramientas analíticas modernas (por ejemplo, cromatografía líquida, inmunoensayos, espectrometría de masas, etc.) las cuales describen un rango de equivalencia para cado biofármaco.
Por lo tanto, los biosimilares requieren un marco regulatorio diferente en comparación con los genéricos de moléculas pequeñas. La legislación en el siglo XXI ha abordado esto al reconocer un campo intermedio de prueba para los biosimilares. El proceso de pruebas requiere más procedimientos que el proceso de pruebas de un producto genéricos de moléculas pequeñas, pero el proceso de los biosimilares es más corto que aquellas terapias completamente nuevas.
En 2003, la Agencia Europea de Medicamentos introdujo una regulación  adaptada para biosimilares, denominados medicamentos biológicos similares. Esta regulación se basa en una demostración exhaustiva de "comparabilidad" del producto "similar" a un producto aprobado existente. En los Estados Unidos, existe la Ley de Protección al Paciente y Cuidado de Salud Asequible, que fue creada en 2010 en la que se determinó un proceso abreviado para la aprobación para productos biológicos que son biosimilares o intercambiables con un producto biológico con referencia de licencia ante la FDA (Food and Drugs Administration, por sus siglas en inglés) Existe una gran expectativa relacionada con la introducción de biosimilares debido a la reducción de costos para los pacientes y los sistemas de salud.

### Pertinencia de los estudios de bioequivalencia
A diferencia de las moléculas pequeñas, las pruebas de biocomparabilidad deben evaluar la calidad, la consistencia, el proceso de manufactura, la seguridad y la eficacia, incluyendo las pruebas que permitan determinar la estructura y características fisicoquímicas, biológicas e inmunológicas.
El protocolo de estudio preclínico comprende:
- 1.Estudios de farmacodinamia in vitro.
- 2.Estudios comparativos de farmacodinamia in vivo en modelos de animales pertinentes, si es que se tiene una especie relevante.
- 3.Estudios comparativos preclínicos de toxicidad, en especies pertinentes.
- 4.Comparación de la toxicocinética e inmunogenicidad animal.
- 5.Tolerancia local, si aplica.

## Comercialización
Cuando se desarrolla un nuevo biofármaco, la compañía que lo produce solicita una patente, la cual es un permiso para derechos de fabricación exclusivos para la compañía. Este es el principal medio por el cual el desarrollador del medicamento puedes recuperar el costo de inversión para el desarrollo del biofarmacéuticos. Las leyes de patentes en Estados Unidos y Europa difieren en los requisitos necesarios para otorgar una patente, la regulación europea es más meticulosa con el proceso. La cantidad de patentes otorgadas para productos biofarmacéuticos ha ido en aumento desde la década de 1970, tan solo en 1978 el total de patentes concedidas fue de 30. Esta cifra se ha ido incrementando a 15,600 en 1995 y para el 2001 ya había 34,527 solicitudes de patente. Los productos sanguíneos y sus derivados biológicos provenientes del ser humano, como la leche materna poseen mercados altamente regulados o de muy difícil acceso, debido a esto los clientes generalmente enfrentan escasez de suministros para estos productos debido a su naturaleza, por lo cual las instituciones que alojan los productos proporción la distribución a los clientes de manera más efectiva. Por el contrario, los bancos de células reproductoras están mucho más extendidos y disponibles debido a la facilidad con que los espermatozoides y óvulos pueden usarse para el tratamiento de la fertilidad.

## Producción a gran escala
Los biofármacos pueden producirse a partir de células microbianas (por ejemplo, cultivos recombinantes de E. coli o levaduras), líneas celulares de mamíferos y cultivos de células vegetales y plantas de musgo, cultivadas en biorreactores de diversas configuraciones, incluidos los fotobiorreactores. Los temas más relevantes para los biofarmacéuticos son el costo de producción (se desean productos de bajo volumen y alta pureza) y la contaminación microbiana (por bacterias, virus, micoplasma). Las plataformas alternativas de producción que se están probando incluyen plantas enteras (productos farmacéuticos de origen vegetal).

### Transgénicos
Un método para la producción de biofármacos involucra a organismos transgénicos, principalmente plantaS y animales que han sido genéticamente modificados para producir fármacos. Esta producción es de alto riesgo para el inversor, debido a las fallas que puede haber en la producción o al escrutinio de los organismos reguladores en función de los riesgos que puede haber y las implicaciones éticas. Los cultivos biofarmacéuticos también representan un riesgo de contaminación cruzada con cultivos no modificados o cultivos diseñados para fines médicos.
Un enfoque de esta tecnología es la creación de un mamífero transgénico que pueda producir un biofármaco mediante su leche, sangre u orina. Una vez que se produce un animal con esta característica, se utiliza un método de microinyección pronuclear, debido a que es más eficaz al utilizar la tecnología de clonación para crear descendencia adicional que porte el genoma modificado El primero de esos medicamentos fabricados a partir de la leche de una cabra modificada genéticamente fue ATryn, pero la Agencia Europea de Medicamentos bloqueó el permiso de comercialización en febrero de 2006. Esta decisión se revirtió en junio de 2006 y se aprobó en agosto de 2006..

## Regulación

### Unión Europea
En la Unión Europea, un producto médico-biológico es aquel que contiene una sustancia activa producida o extraída de un sistema biológico (vivo), y requiere pruebas físicoquímicas, pruebas biológicas para determinar las características completas del producto. La caracterización de un medicamento biológico es una combinación de pruebas de la sustancia activa y el fármaco final, tomando en cuenta el control y proceso de producción. Por ejemplo:
- Proceso de producción: Puede derivarse de diversas técnicas biotecnológicas, aunque también se pueden prepara usando técnicas más convencionales como en los procesos de productos derivados de sangre o plasma y de algunas vacunas.
- Sustancia activa: Consiste en microorganismos completos, células de mamífero, ácidos nucleicos, componentes proteínicos o polisacáridos provenientes de una fuente microbiana, animal, humano o vegetal.
- Método de acción: medicamentos terapéuticos e inmunológicos, materiales de transferencia génica o terapia celular.

### Estados Unidos
En los Estados Unidos, los productos biológicos están regulados por el centro de evaluación e Investigación Biológica de la FDA (CBER, por sus siglas en inglés), mientras que los medicamentos están regulados por el Centro de Evaluación e Investigación de Medicamentos. La aprobación de estos productos puede tomar períodos largos, debido a los ensayos clínicos, incluyendo los ensayos con voluntarios humanos. Posterior a la liberación del medicamento, este deberá ser monitorizado por los riesgos y la seguridad de los pacientes que lo usan. El proceso de fabricación debe cumplir con las “Buenas Prácticas de Fabricación” dictaminadas por la FDA, que normalmente se fabrican en un ambiente de sala limpio con límites estrictos en la cantidad de partículas en el aire.

### Canadá
En Canadá, los productos biológicos (así como los radiofármacos) se revisan a través de la Dirección de Biológicos y Terapias Genéticas de Health Canada.